# Héctor Giménez
Héctor C. Giménez (né le 28 septembre 1982 à San Felipe, Yaracuy, Venezuela) est un ancien receveur de la Ligue majeure.

## Carrière
Héctor Giménez signe son premier contrat professionnel en 1999 avec les Astros de Houston. Sa carrière avec cette franchise se déroule surtout en ligues mineures. Rappelé dans les majeures en 2006, quelques jours avant son 24e anniversaire de naissance, il apparaît dans deux parties pour Houston, chaque fois amené dans la partie comme frappeur suppléant.
En 2007, il est opéré au genou pour une blessure à la coiffe du rotateur et est contraint à l'inactivité pour un an.
Il quitte l'organisation des Astros en signant un contrat chez les Rays de Tampa Bay et joue en ligue mineure avec des clubs leur étant affiliés en 2008. En 2009 et 2010, il joue en ligue mineure également, cette fois dans l'organisation des Pirates de Pittsburgh.
À l'issue de la saison 2010, le contrat de Giménez est racheté par les Dodgers de Los Angeles. En 2011, il effectue ses premières présences dans les majeures depuis 2006 en disputant 4 parties des Dodgers. Son seul coup sûr pour Los Angeles est son premier dans le baseball majeur et il est réussi le 2 avril 2011 aux dépens du lanceur Javier López des Giants de San Francisco.
Mis sous contrat par les White Sox de Chicago en janvier 2012, Giménez joue dans 5 parties du club au cours de la saison qui suit, frappant 5 coups sûrs en seulement 11 présences au bâton et récoltant son premier point produit en carrière.

## Statistiques
| Saison | Équipe  | G | AB | R | H | 2B | 3B | HR | RBI | SB | BA   |
| ------ | ------- | - | -- | - | - | -- | -- | -- | --- | -- | ---- |
| 2006   | Houston | 2 | 2  | 0 | 0 | 0  | 0  | 0  | 0   | 0  | .000 |
| Totaux | Totaux  | 2 | 2  | 0 | 0 | 0  | 0  | 0  | 0   | 0  | .000 |

Note : G = Matches joués ; AB = Passages au bâton; R = Points ; H = Coups sûrs ; 2B = Doubles ; 3B = Triples ; 
HR = Coup de circuit ; RBI = Points produits ; SB = Buts volés ; BA = Moyenne au bâton.